# Rzewnie (village)
Pour les articles homonymes, voir Rzewnie.
Rzewnie (prononciation : [ˈʐɛvɲɛ]) est un village polonais de la gmina de Rzewnie dans le powiat de Maków de la voïvodie de Mazovie dans le centre-est de la Pologne.
Le village est le siège administratif (chef-lieu) de la gmina appelée gmina de Rzewnie.
Il se situe à environ 18 kilomètres à l'est de Maków Mazowiecki (siège du powiat) et à 73 kilomètres au nord de Varsovie (capitale de la Pologne).

## Histoire
De 1975 à 1998, le village appartenait administrativement à la voïvodie d'Ostrołęka.